# Agromyza audcenti
Agromyza audcenti este o specie de muște din genul Agromyza, familia Agromyzidae, descrisă de Gibbs în anul 2004. Conform Catalogue of Life specia Agromyza audcenti nu are subspecii cunoscute.